# Ciudad Guayana

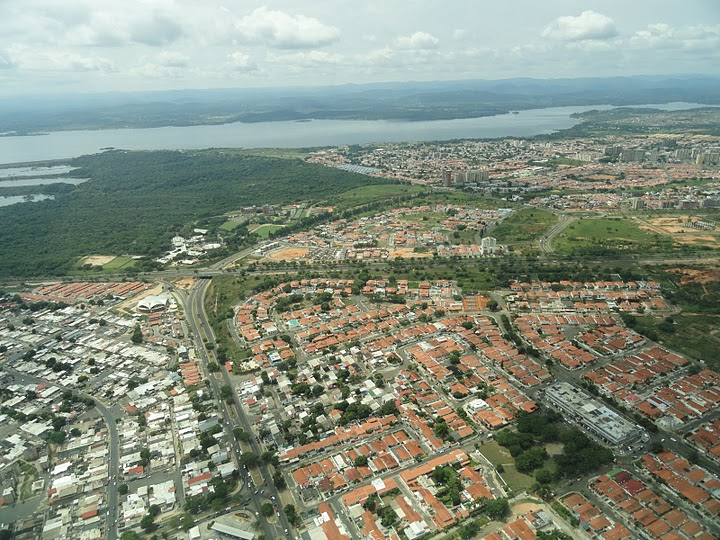
Puerto Ordaz des del cel.

Ciudad Guayana és una ciutat d'Estat Bolívar a Veneçuela.
S'estén per 40 quilòmetres per la riba sud del riu Orinoco, en el punt on s'uneix amb el seu principal afluent, el riu Caroní. El Caroní travessa la ciutat de sud a nord, dividint-la en les seves meitats predominants: el nucli antic de San Félix, a l'est, i la zona més nova de Puerto Ordaz, a l'oest.
Ciudad Guayana es va fundar oficialment el 2 de juliol de 1961 per la unificació de dos antics assentaments, però la història moderna de San Félix es remunta al segle XVIII. Dins dels límits de la ciutat es troben les cascades de Cachamay i les cascades de Llovizna.
Amb aproximadament un milió de persones a la gran àrea metropolitana, Ciudad Guayana és la ciutat de més ràpid creixement de Veneçuela amb la seva important siderúrgia, siderúrgia, alumini i indústries hidroelèctriques.

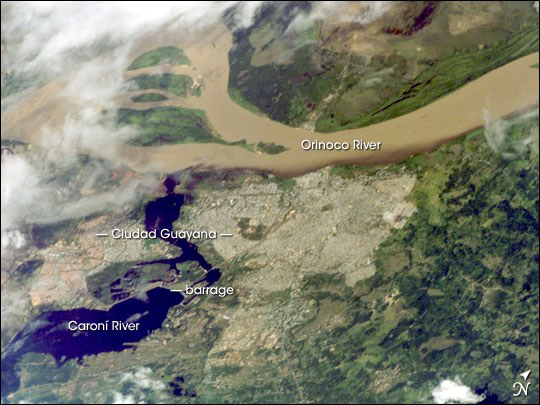
Ciutat Guayana des del cel
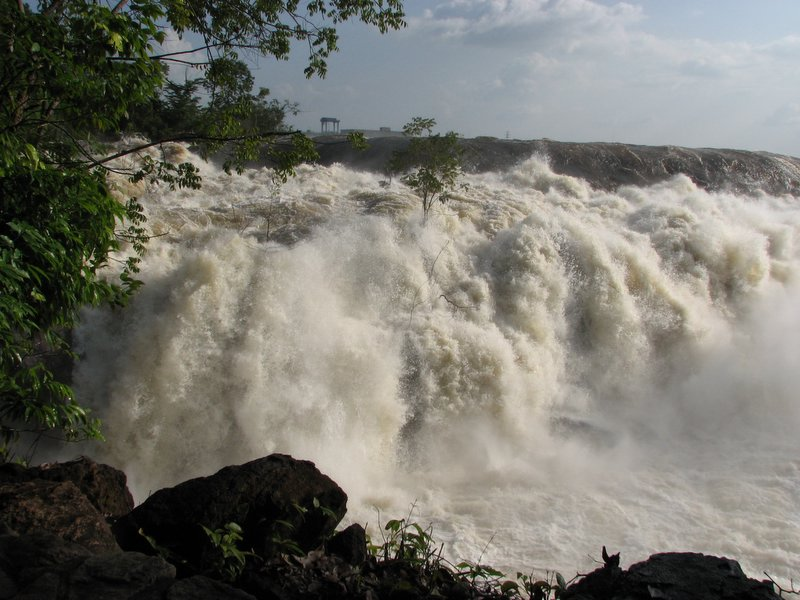
Cascada La Llovizna
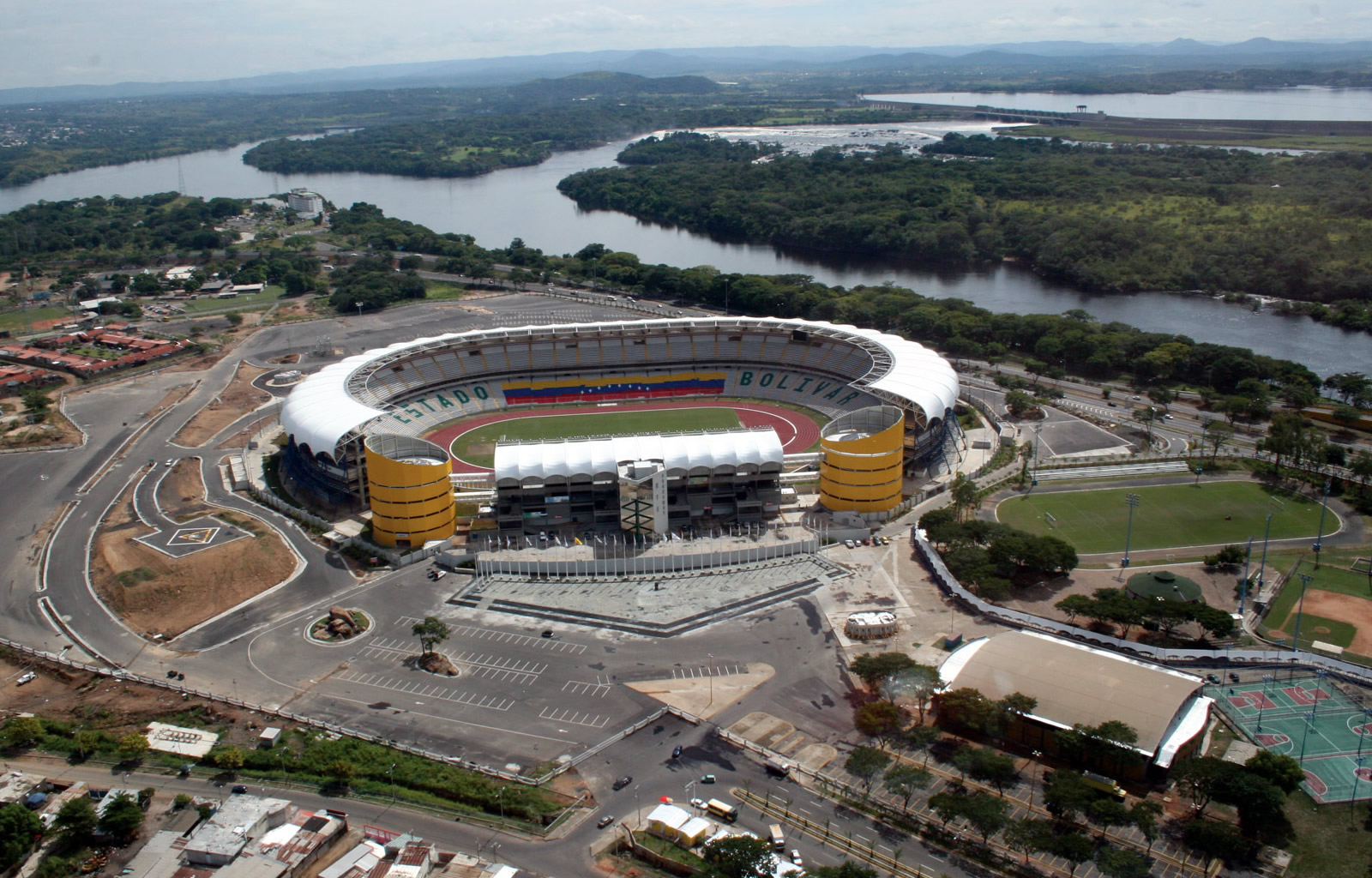
Estadi Polideportivo Cachamay
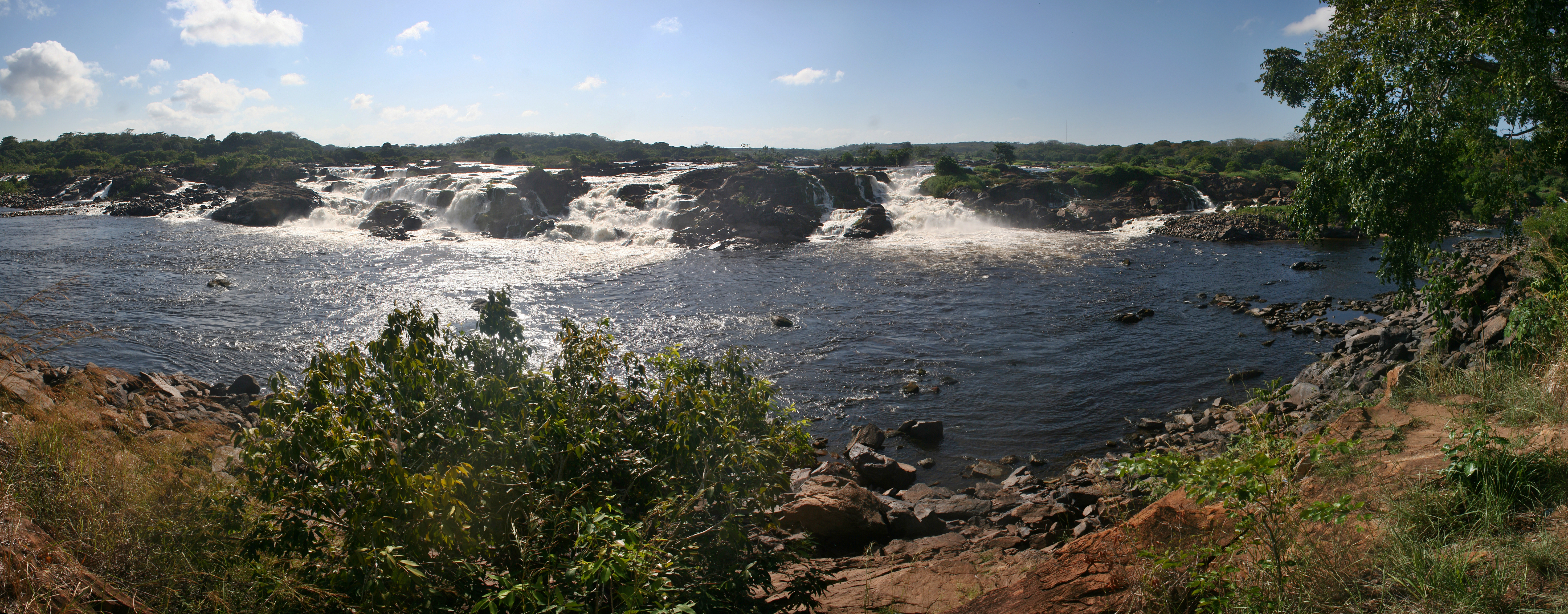
Cascada Cachamay falls al riu Caroní
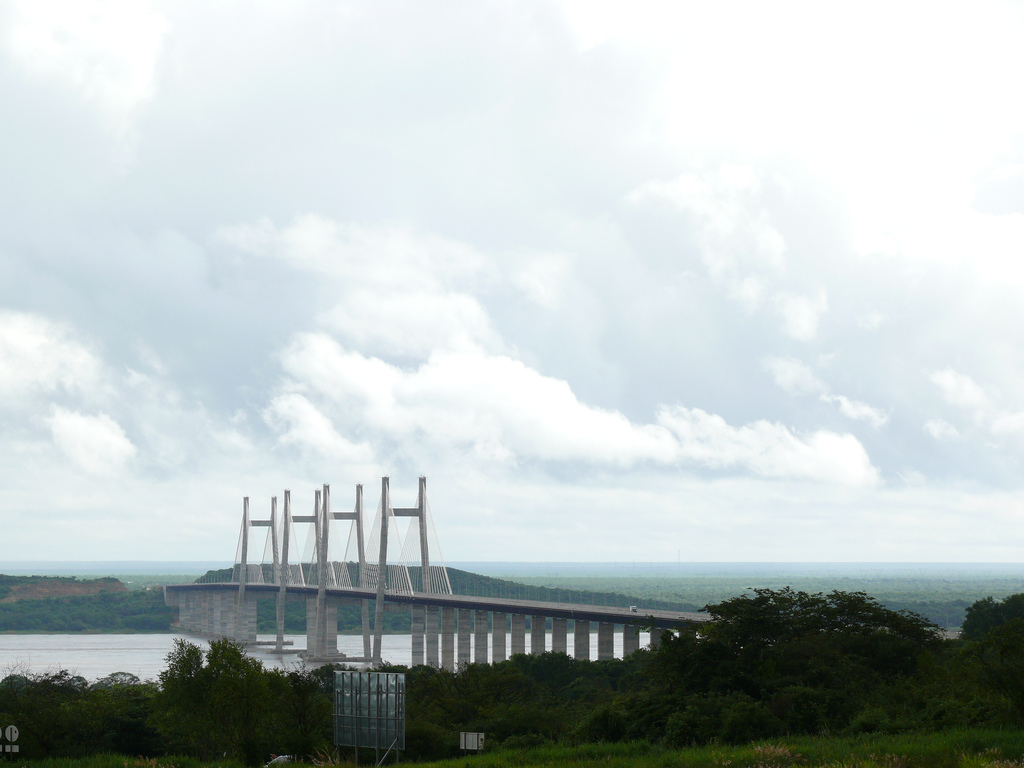
Pont d'Orinokia